# Bisserup
Bisserup er en lille by og ladeplads på Sydvestsjælland med 502 indbyggere  (2024).
Bisserup er beliggende i Holsteinborg Sogn ved Smålandsfarvandet og Karrebæksminde Bugt fem kilometer syd for Rude, 16 kilometer øst for Skælskør og 21 kilometer vest for Næstved.
Bisserup hører under Slagelse Kommune og er beliggende i Region Sjælland.
Bisserup og Bisserup Havn ligger omkring et næs, der betegnes Bisserup Strand. Overfor ligger strandholmene Østerfed og Glænø Stenfed samt øen Glænø, som sammen med næsset ved Bisserup danner indsejlingen til Holsteinborg Nor.
Bisserup havde i 1840 311 indbyggere, i 1860 365 indbyggere, i 1870 353 indbyggere, i 1880 324 indbyggere.
Skuespillerinden Ulla Jessen er født i Bisserup.
TV-værten Kristian Gintberg og Emilie Molsted Nørgaard, bedre kendt under kunstnernavnet Jada, er fra Bisserup.